# 龙形镇
龙形镇，是中华人民共和国重庆市潼南区下辖的一个乡镇级行政单位。

## 行政区划
龙形镇下辖以下地区：
鹅形村、高桥村、红岩村、经堂村、池坝村、龙形村、大安村、檬茨村、水口村、洪兴村、高楼村和丁坝村。